# Gare de Haengsin
La gare de Haengsin est une gare ferroviaire de la ligne Gyeongui du train à grande vitesse Korea Train Express (KTX). Elle est située, au 1088 Yadang-dong sur le territoire de la ville de Goyang, au nord de Séoul dans la province Gyeonggi-do, en Corée du Sud.
Elle permet les correspondances avec la ligne Gyeongui-Jungang du métro de Séoul, via la station Haengsin qui partage le bâtiment d'accès avec la gare.

## Situation ferroviaire

Plan du réseau des lignes KTX

## Histoire
La gare d'origine est mise en service le 1er avril 1996 lors du début des circulations du train de banlieue de la ligne Gyeongui. . 
Les premiers arrêts de trains KTX ont lieu en avril 2004. Le nouveau bâtiment de la gare est ouvert en 2008 et la mise en service de la station de métro sur la ligne Gyeongui débute en 2009 et elle devient une station de la ligne Gyeongui-Jungang en 2014.

Installations avant la rénovation en 2021
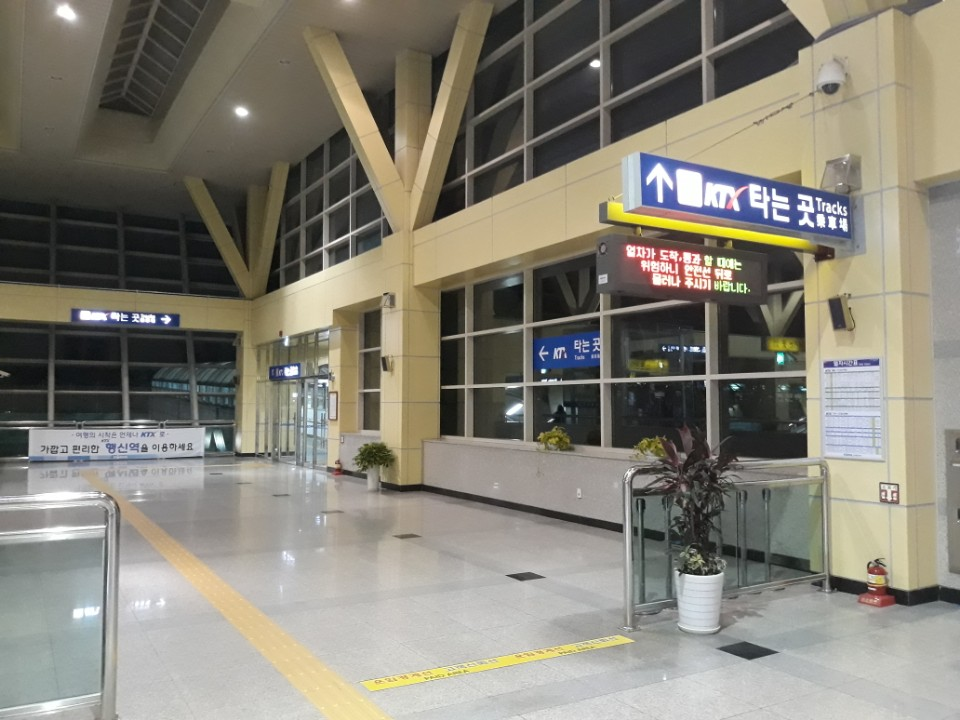
En 2017.
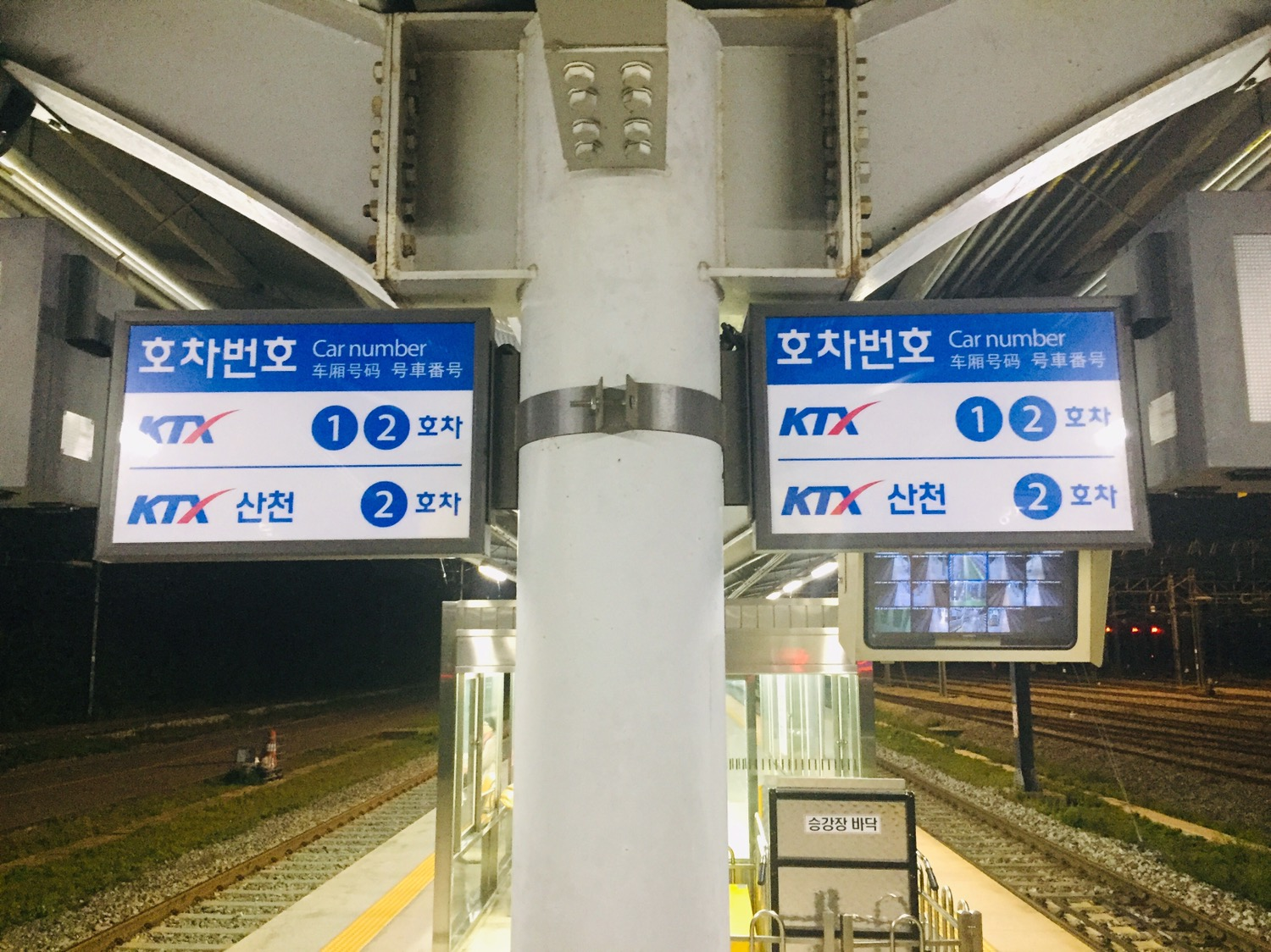
En 2019.
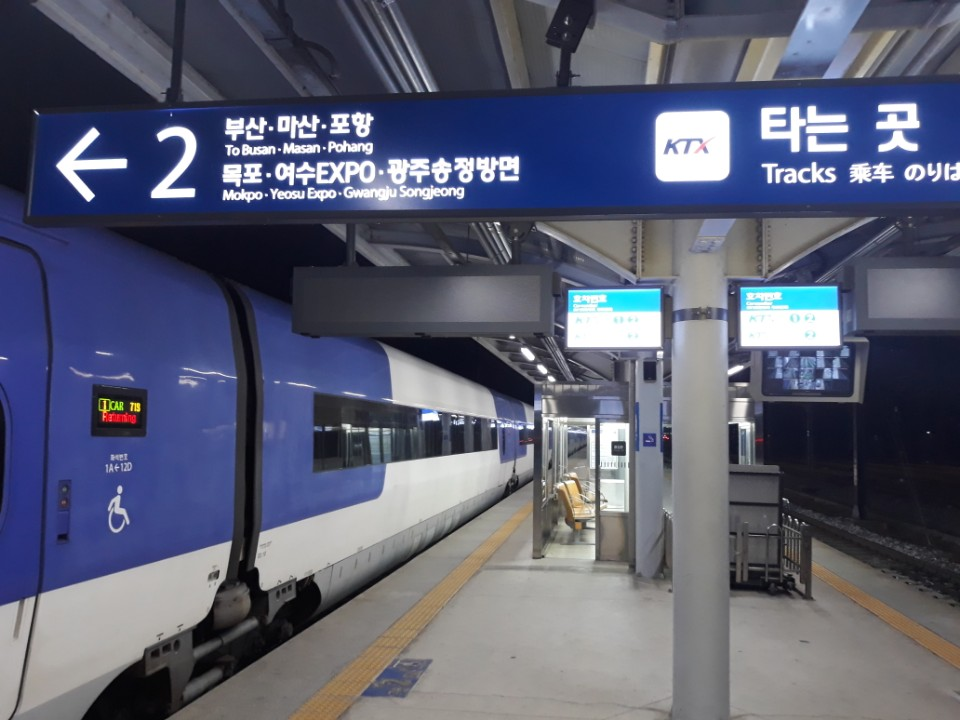
En 2017.

Le 24 décembre 2021, mise en service de la nouvelle salle d'attente et du nouveau quai KTX. Ce qui permet, à partir du 31 mars 2022 l'ouverture d'une ligne KTX, avec la gare comme origine, du fait qu'elle jouxte le dépôt de maintenance de ce matériel roulant.

## Service des voyageurs

### Intermodalité
Les quais de la station du métro, qui utilise le même bâtiment et est desservie par la ligne Gyeongui-Jungang est située à proximité immédiate.